# 工农党 (巴基斯坦)
工农党是巴基斯坦的一个共产主义政党。该党成立于2015年11月20日，由巴基斯坦工农党（成立于1974年）和人民工农党（2015年2月14日，由共产主义工农党和人民民族大会合并而成）合并而成。该党是左翼民主阵线和世界反帝国主义纲领的成员。